# Брую (комуна)
Брую (рум. Bruiu) — комуна у повіті Сібіу в Румунії. До складу комуни входять такі села (дані про населення за 2002 рік):
- Брую (463 особи) — адміністративний центр комуни
- Гердял (31 особа)
- Шомартін (301 особа)

Комуна розташована на відстані 193 км на північний захід від Бухареста, 44 км на схід від Сібіу, 131 км на південний схід від Клуж-Напоки, 74 км на захід від Брашова.

## Населення
За даними перепису населення 2002 року у комуні проживали 795 осіб.
Національний склад населення комуни:
| Національність | Кількість осіб | Відсоток |
| -------------- | -------------- | -------- |
| румуни         | 680            | 85,5%    |
| цигани         | 71             | 8,9%     |
| німці          | 30             | 3,8%     |
| угорці         | 12             | 1,5%     |
| серби          | 1              | 0,1%     |
| італійці       | 1              | 0,1%     |

Рідною мовою назвали:
| Мова       | Кількість осіб | Відсоток |
| ---------- | -------------- | -------- |
| румунська  | 755            | 95,0%    |
| німецька   | 28             | 3,5%     |
| угорська   | 11             | 1,4%     |
| італійська | 1              | 0,1%     |

Склад населення комуни за віросповіданням:
| Релігія                                       | Кількість осіб | Відсоток |
| --------------------------------------------- | -------------- | -------- |
| православні                                   | 692            | 87,0%    |
| адвентисти                                    | 61             | 7,7%     |
| реформати                                     | 15             | 1,9%     |
| лютерани (Аугсбурзького сповідання)           | 12             | 1,5%     |
| лютерани (Синодально-пресвітеріанська церква) | 9              | 1,1%     |
| греко-католики                                | 1              | 0,1%     |
| мусульмани                                    | 1              | 0,1%     |
| не релігійні                                  | 1              | 0,1%     |
| атеїсти                                       | 1              | 0,1%     |